# Čremošné
Čremošné és un poble i municipi d'Eslovàquia que es troba a la regió de Žilina, al centre-nord del país. La primera menció escrita de la vila es remunta al 1340.

## Demografia
| Godina             | 1994 | 2004   | 2014   | 2024   |
| ------------------ | ---- | ------ | ------ | ------ |
| Nombre de persones | 95   | 87     | 85     | 83     |
| Diferència         |      | −8,42% | −2,29% | −2,35% |

| Godina             | 2023 | 2024   |
| ------------------ | ---- | ------ |
| Nombre de persones | 80   | 83     |
| Diferència         |      | +3,75% |